# Франсуа Поль де Брюе
Франсуа Поль де Брюе д'Егальє (нар. 12 лютого 1753 — пом. 1 серпня 1798) — французький адмірал часів Першої Республіки, граф.

## Життєпис

### Молоді роки
Народився в аристократичній родині у м. Юзес на півдні Франції. У 1766 році поступив волонтером на флот (корабль «Захисник»). Де Брюе здійснив декілька походів до Леванту. У 1768 році як гардемарин бере участь в експедиції до Тунісу на фрегаті «Аталанта». після цього брав участь у морській експедиції до Санто-Домінго на кораблі «Акціонер».
У 1777 році стає прапорщиком, а у 1778 лейтенант, служить спочатку на кораблі «Грізний», а потім «Ревний» в скадрі Люка де Гішена. У 1780—1781 роках діяв у складі ескадри де Грасса у Карибському морі. За це він отримав титул лисаря Св. Людовика, а з 1783 до 1787 року командував авізо «Мисливська собака», діяв біля Антильських островів. З 1787 до 1788 року шлюпом «Вершник». По поверненню до Франції у 1787 році пішов у відпустку.
З вересня 1790 року до липня 1792 року командував корветом «Полет» у Середземному морі.

### Часи республіки
Незважаючи на якобінський терор Франсуа де Брюе зміг врятуватися. Він став капітаном республіканського флоту 1 січня 1792 року. Після цього брав участь у бомбардуванні фортеці Онеглія (Лігурія, Італія), міст Неаполя, Кальярі (Сардинія).
По поверненню до Тулона у 1793 році Браеса заарештували та позбавили шляхетського звання. Він був звільнений та поновлений у правах 1794—1795 роках. У 1796 році стає контр-адміралом французького флоту.
Під час Італійського походу Наполеона Бонапарта Брюе командує ескадрою, за допомогою якої забезпечує підтримку французів з моря, блокує супротивників з моря, допомагає оволодіти Іонічними островами (належали на той час Венеційанській республіці).

### Похід до Єгипту
Брюе очолив флот у Єгипетському поході. У нього було 13 лінійних кораблів, 9 фрегатів, 11 малих суден, 232 транспорти. Від плану знищення англійського флоту на чолі з Нельсоном Брюе відмовився, коли довідався про підкріплення з 10 кораблів, що йшло з Англії. Французький флот йшов трьома колонами. Конвой під охороною 2 венеціанських кораблів, 4 фрегатів на випадок небезпеки повинен був знайти укриття у дружньому італійському порту. З 1798 року — він віце-адмірал флоту.
12 червня 1798 року Брюе допоміг Бонапарту захопити Мальту. 27 червня ескадра Брюе була вже біля о. Крит, після чого пішла до Олександрії (Єгипет), куди прибула 1 липня. Завданням Брюе було провести кораблі від Абукіра до Каїра. Для цього було підготовлено Нільську флотилію на чолі із контр-адміралом Перре. Брюе залишився біля Абукіра, шукаючи фарватер. Водночас Наполеон наказав йому йти до Тулона, щоб переправити до Єгипту війська, що відстали у дорозі.
Втім виконати цих наказів Франсуа де Брюе не міг. 1 серпня 1798 року з 13 кораблями з'явився адмірал Гораціо Нельсон. Французький флот зазнав поразки у морській Битві біля Абукіру. Франсуа Поль де Брюе загинув під час вибуху корабля «Оріан».